# Alfred Zürcher
Alfred Zürcher (* 1889; † 1979) war ein Schweizer Kaufmann und Bergsteiger.

## Leben
Alfred Zürcher lebte als Kaufmann in St. Gallen. Als Bergsteiger gelangen ihm bedeutende Erstbegehungen, darunter die Nordostwand des Eigers, die so genannte Lauperroute, und die Nordkante des Piz Badiles. Die Schlüsselstelle dieser Route heisst Zürcherplatte. Er bestieg etwa 500 Mal die Viertausender in den Alpen, oft auf schwierigen Routen.
Meist war er mit prominenten Bergführern seiner Zeit unterwegs, darunter Josef Knubel, Alexander Graven und Water Risch. Er gilt als einer der letzten Vertreter des Führerbergsteigens.
Zürcher war unter anderem Vizepräsident und Ehrenmitglied des Londoner Alpine Clubs und Mitglied des Akademischen Alpen-Clubs Zürich.

## Erstbegehungen (Auswahl)
- 1922, 21. August. Punta Rasica Westgrat. Mit Walter Risch.
- 1922, 25. August. Piz Cacciabella Nord, Nordgrat. Mit Walter Risch.
- 1923, 24. Juli. Piz Casnile Ostgrat. Mit Walter Risch.
- 1923, 2. August. Scioragruppe, Erste Überschreitung. Mit Walter Risch.
- 1923, 4. August. Piz Badile, Erstbegehung mit Walter Risch.
- 1929, Weisshorn, Erste Gesamtüberschreitung mit T.Graham Browne, Josef Knubel und Arthur Lochmatter.
- 1932, 20. August. Eiger Nordostwand, Erstbegehung mit Hans Lauper, Josef Knubel und Alexander Graven.
- 1942, 28. Juli Rosenhorn Nordwand. Mit Ernst Reiss.